# 1591-й окремий інженерний дорожньо-мостобудівельний батальйон (СРСР)
1591-й окремий інженерний дорожньо-мостобудівельний батальйон (в/ч 43187) — формування інженерних військ Радянської армії. У 1986 році батальйон розгорнули у полк для ліквідації наслідків аварії на Чорнобильській АЕС.
Після розпаду СРСР у 1992 році, батальйон перейшов під юрисдикцію України і згодом був розгорнутий у 12-й інженерний полк.

## Історія
Військова частина була сформована як 1591-й окремий інженерний дорожньо-мостобудівельний батальйон в складі 8 танкової армії 1 вересня 1968 року.
У травні 1971 року на базі батальйону був розгорнутий 136-й інженерний дорожньо-мостобудівельний полк, який був направлений у Київський військовий округ для обладнання маршрутів і будівництва мостів на Чернігівському навчальному центрі, а після виконання завдання розформований.
Протягом серпня та вересня 1972 року батальйон займався ліквідацією пожеж в Московському військовому окрузі, за що був нагороджений вимпелом обкому ВЛКСМ «За мужність і відвагу на пожежі».
У зв'язку з аварією на Чорнобильській АЕС у квітні 1986 року, батальйон було розгорнуто у полк. Згідно Директиви № 8/1123 командувача Прикарпатського військового округу від 4 травня 1986 року, частина отримала назву 136-й інженерний дорожньо-мостобудівельний полк (в/ч 43187) та отримала завдання приступити до ліквідації наслідків аварії.
12 травня полк розташувався за 25 км від ЧАЕС, в с. Димарка Іванківського району Київської області. Військові інженери будували дороги до Прип'яті в об'їзд Чорнобиля та на Зеленому мисі, розширювали міст через річку Уж, дезактивували забруднений ґрунт, відновлювали центральне опалення в м. Чорнобиль.
За видатні заслуги у ліквідації наслідків катастрофи в грудні 1986 року полк був нагороджений Вимпелом Міністерства оборони СРСР «За мужність та військову звитягу» та перехідним Червоним прапором Військової ради Червонопрапорного Прикарпатського військового округу. Поряд з цим, за видатні заслуги військовослужбовці полку були нагороджені урядовими нагородами: орденом Червоної Зірки — полковник О. М. Іванько, підполковник М. І. Дзюман; орденом «За Службу Батьківщині» — підполковник І. І. Сидоренко, медаллю «За бойові заслуги» — старший лейтенант А. В. Сазонов.
У вересні 1988 року частина в повному складі брала участь в тактичних навчаннях під керівництвом Міністра оборони СРСР «Осінь-88». За мужність і героїзм нагороджена Вимпелом Міністра Оборони СРСР «За військову звитягу».
Після розпаду СРСР у 1992 році, батальйон перейшов під юрисдикцію України і згодом був розгорнутий у 12-й інженерний полк.

## Командування
- полковник Іванько О. М.
- полковник Левкович А. І.
- полковник Калашников В. М.

Начальники штабу
- підполковник Харкевич В.В.
- полковник Чаюк М.А.
- полковник Довбенко Т.І.

Заступники командира з політичної частини
- підполковник Дзюман М.І.
- полковник Нравило В.М.
- полковник Сидоренко І.І.